# Christiaan Groothoff
Christiaan Jacobus Groothoff (Zaltbommel, 11 september 1878 – Bilthoven, 28 januari 1954) was een Nederlands scheidsrechter, boekhouder en journalist.
Groothoff verhuisde op jonge leeftijd naar Amsterdam. In 1898 werd hij scheidsrechter en floot tot 1947 wedstrijden voor de Nederlandse voetbalbond. In 1912 werd hij ook aangewezen als internationaal scheidsrechter en hij floot op de Olympische Zomerspelen in 1912 vier wedstrijden waaronder de finale.
In 1904 was Groothoff eerste secretaris in het bestuur van de Nederlandse Cricketbond, en speelde hij cricket voor A.V.V. uit Amsterdam. In 1914 was hij nog steeds secretaris en werd hij opnieuw gekozen.
Groothoff was boekhouder en ook journalist. Hij was tussen 1905 en 1927 hoofdredacteur van Het Sportblad. Verder heeft hij meerdere sportboeken geschreven over met name voetbal.